# ウィリアム・J・ハンフリー
ウィリアム・ジョナサン・ハンフリー(1875年1月2日-1942年10月4日)はアメリカの俳優、映画監督。
ウィリアム・ハンフリーはマサチューセッツ州チコピーフォールズで生まれ、Vitagraph Studiosの初期の専属劇団のメンバーの一人となった。スターになるようなロマンティックな容姿ではなかったものの、シェイクスピアやその他の重要なスタジオ制作作品で役を演じた。1918年のプロパガンダドラマ映画Joan of Plattsburg(メーベル・ノーマンド主演)など、1911年から1927年の間に80本の映画を監督または共同監督した。
サイレント時代の後半、ハンフリーは、フローレンス・ターナー(Florence Turner)、モーリス・コステロ、フローラ・フィンチ(Flora Finch)ら他のVitagraph所属俳優と同じように、メトロ・ゴールドウィン・メイヤー(MGM)に性格俳優として引き続き雇われた。MGMでは、ローマの一夜(One Night in Rome) (1924年、ローレット・テイラー主演) The Actress (1928年、ノーマ・シアラー主演)。ハンフリーは合計138本の映画に出演し、1937年まで俳優としての仕事を続けた。
1942年10月4日、ハンフリーはカリフォルニア州ハリウッドで冠状動脈血栓症により死去した。

## 主な出演映画
- Twelfth Night (1910)*短編
- The Military Air-Scout (1911)*短編
- Hearts of the First Empire (1913)*短編
- The Man That Might Have Been (1914) William Rudd役
- The Unchastened Woman (1918)
- 女の道The Way of a Woman (1919)
- Atonement (1919)
- The Black Spider (1920)
- 富に群る者The Strangers' Banquet (1922)
- 恥かしの告白The Social Code (1923)
- The Dramatic Life of Abraham Lincoln (1924) スティーブン・ダグラス役
- 驀進列車 Arizona Express (1924)
- ボー・ブラムメル Beau Brummel (1924)
- 三人 The Unholy Three (1925)
- Drusilla with a Million (1925)
- Life's Crossroads (1928)
- 黎明の剣士 Devil-May-Care (1929)
- Murder at Midnight (1931)
- Find the Witness (1937)